# Evert Azimullah

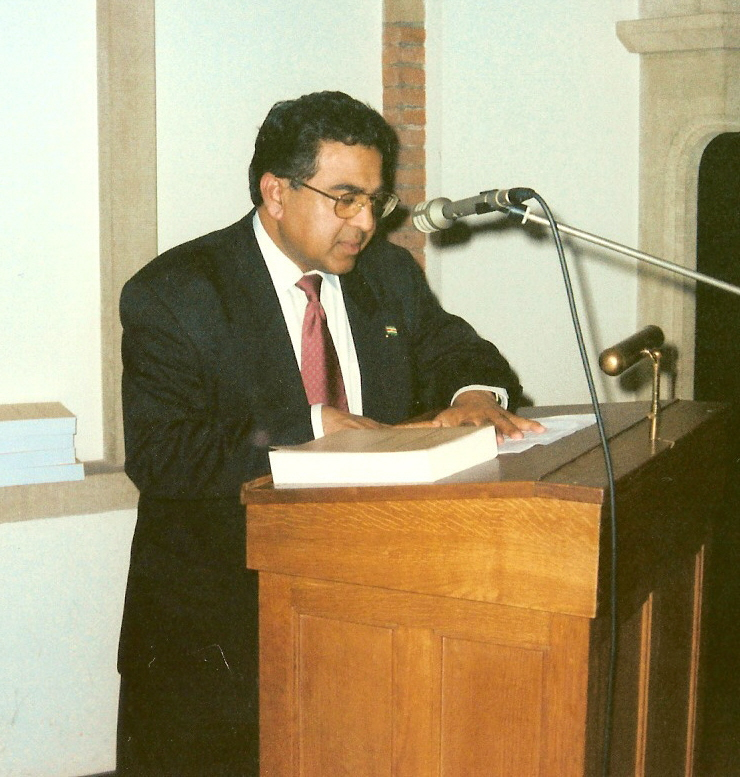
Evert Azimullah, 1995.

Evert Guillaume Azimullah (nacido 1938) es un exdiplomático de Surinam. 
A comienzos de la década de 1960 emigró a los Países Bajos donde tomó contacto con la Asociación de Jóvenes de Surinam Manan (contemplation, la contraparte indostana de la "Sociedad Nuestro Surinam" de ascendencia criolla) en la que fue un miembro activo y conoció a otros estudiantes indostaníes. Azimullah editó en colaboración con Harry Ganpat y William Lutchman un libro conmemorativo creado para los inmigrantes británicos indios que habían viajado a  Surinam, el que fuera publicado por Manan en 1963. 
Por esta época Azimullah comenzó a comerciar junto con Ganpat con productos tropicales. Cuando el negocio prosperó se salió del mismo y comenzó sus estudios de ciencias políticas en Ámsterdam. En 1971 recibió su doctorado. 
En 1986 publicó un libro sobre el presidente del Partido Reformista Progresista Indostani (VHP) Jagernath Lachmon.